# Statue d'Avetik Issahakian (Gyumri)
Ne pas confondre avec la statue d'Avetik Issahakian à Erevan.
La statue d'Avetik Issahakian est une statue installée devant le théâtre de Gyumri (hy) à Gyumri en Arménie depuis 1975. Elle représente le poète Avetik Issahakian assis. La statue a été réalisée par le sculpteur Nikolaï Nikogossian et de l'architecte Jim Torosian.

## Galerie

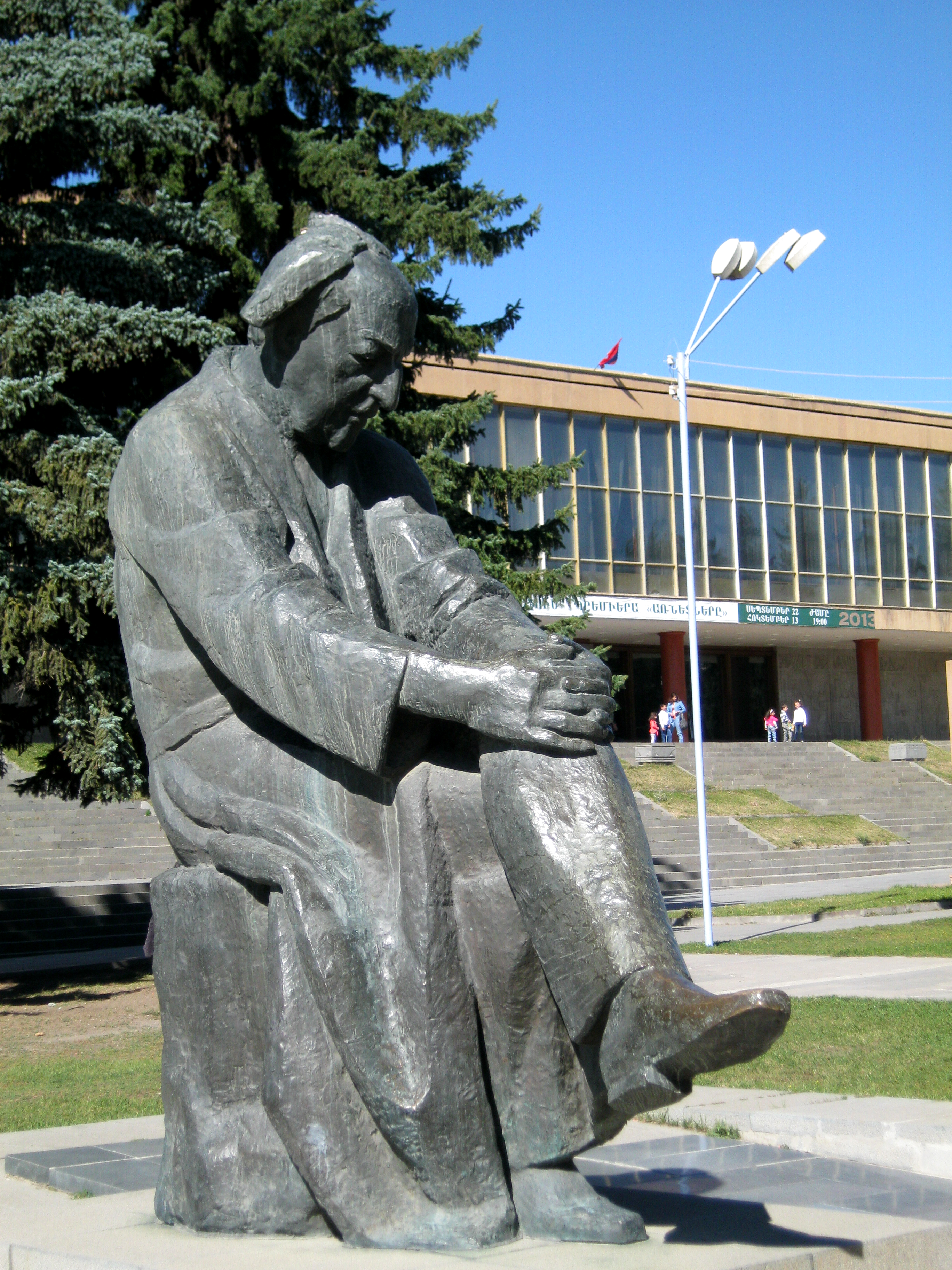
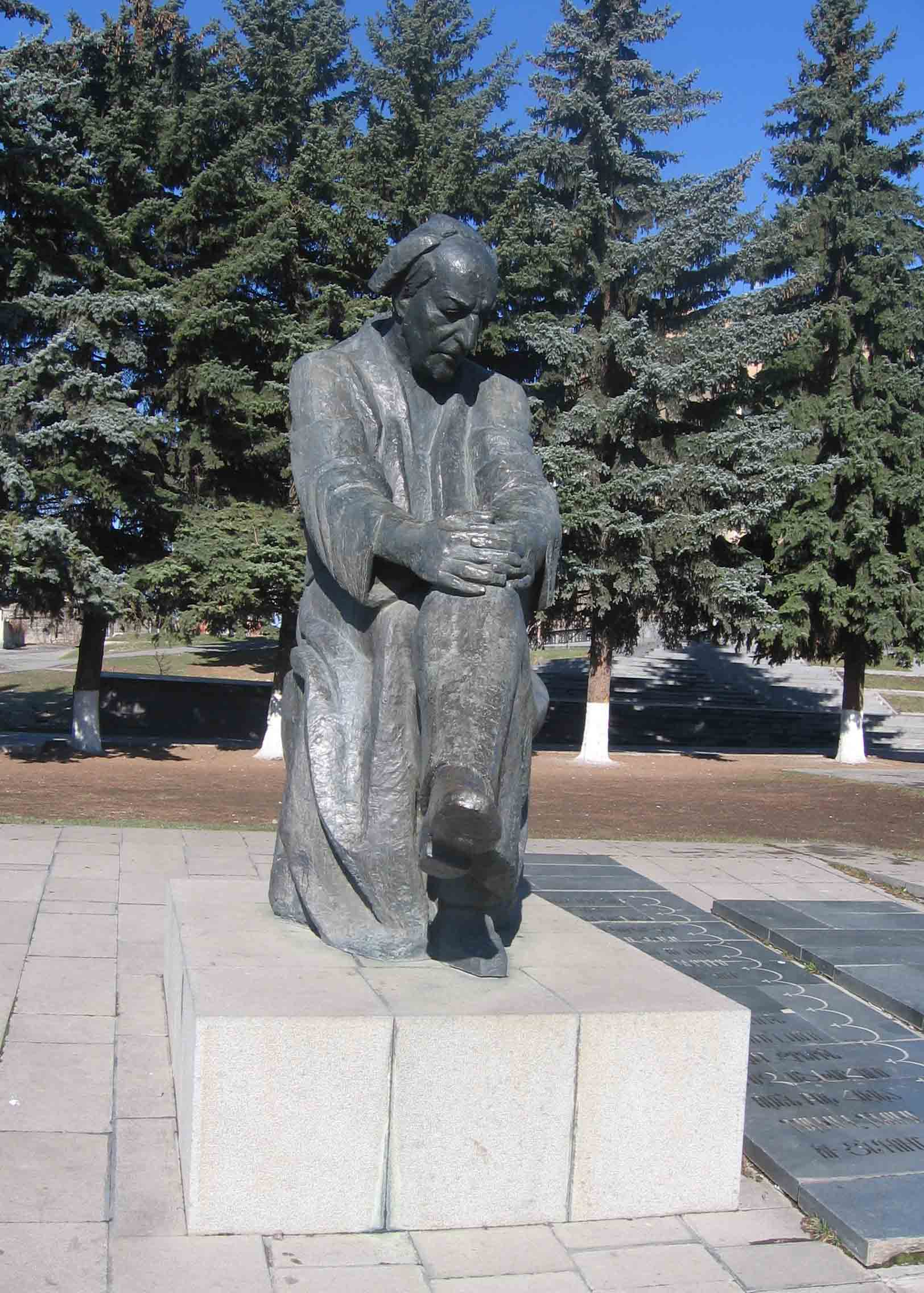
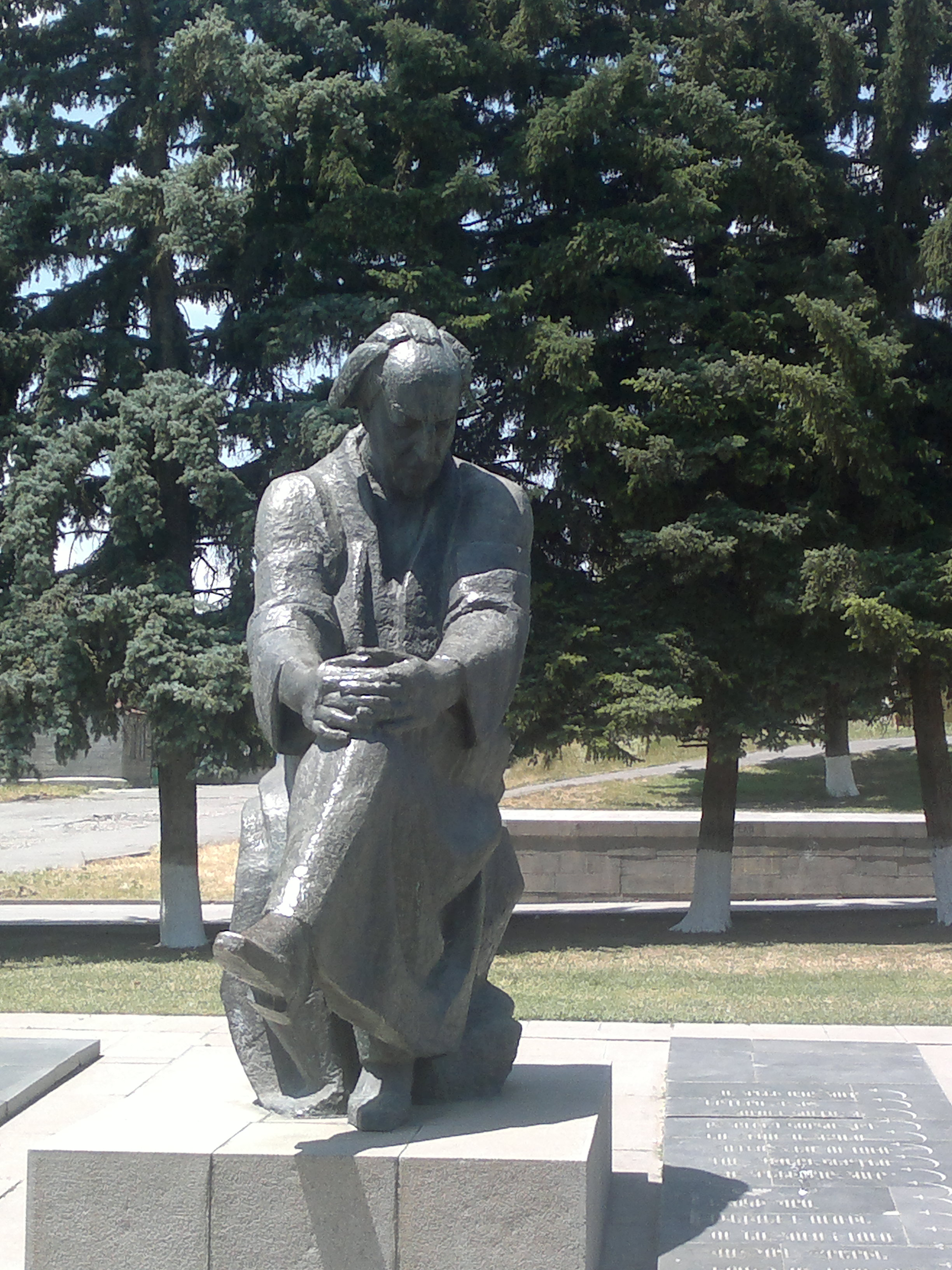